# NGC 39
NGC 39 é uma galáxia espiral (Sc) localizada na direcção da constelação de Andromeda. Possui uma declinação de +31° 03' 39" e uma ascensão recta de 0 horas, 12 minutos e 18,8 segundos.
A galáxia NGC 39 foi descoberta em 2 de Novembro de 1790 por William Herschel.